# Никола Тодоров Ушев
 Тази статия е за революционера от Либяхово.  За този от Гърмен вижте Никола Стоянов Ушев.  
Никола Тодоров Ушев е български революционер, деец на Вътрешната македоно-одринска революционна организация и Българската комунистическа партия.

## Биография
Никола Ушев е роден на 6 декември 1867 година в неврокопското село Либяхово, тогава в Османската империя. От 18-годишен се занимава с революционна дейност и е сред основателите на комитет на ВМОРО в селото, като е сподвижник на Яне Сандански. След освобождението на Неврокопско, през 1919 година създава в Либяхово организация на Българската комунистическа партия, една от най-активните в региона. На 12 септември 1923 година, в навечерието на комунистическото въстание, е арестуван и откаран в Неврокоп. След края на въстанието е освободен и продължава да се занимава с комунистическа дейност. През май 1925 година е задържан от дейци на ВМРО при Дъбнишката акция на ВМРО, откаран в Дъбница, където е измъчван и на 15 юни 1925 година е изгорен жив в пещта на къщата, където са провеждани инквизициите.